# Paul Gros
Paul Gros – francuski kierowca wyścigowy.

## Kariera
W swojej karierze wyścigowej Gros poświęcił się startom w wyścigach samochodów sportowych. W latach 1923, 1926 Francuz pojawiał się w stawce 24-godzinnego wyścigu Le Mans. W pierwszym sezonie startów odniósł zwycięstwo w klasie 2, a w klasyfikacji generalnej uplasował się na trzeciej pozycji. Trzy lata później nie zdołał osiągnąć linii mety.